# Экспресс АМ3
Экспресс-AM3 — российский телекоммуникационный спутник серии «Экспресс», созданный НПО ПМ совместно с французской компанией Alcatel Space, транспондеры которого направлены в основном на Сибирь и Дальний Восток.
За время эксплуатации аппарата было выявлено большое количество неисправностей в работе служебных систем.
В июне 2014 года спутник Экспресс-АМ3, работавший в орбитальной позиции 140˚ в.д с августа 2005 года, перемещен в позицию 103˚ в. д. Его место занял более новый тяжёлый спутник Экспресс АМ5. В феврале 2021 года Экспресс-АМ3, согласно данным  Космического каталога, был перемещен в позицию 23˚ в. д., на начало 2022 года спутник дрейфует вдоль ГСО в восточном направлении, по информации на сайте ГПКС аппарат продолжал числиться в позиции 103˚ в. д. В конце марта 2022 переведён на орбиту захоронения

## Задачи
Был создан в рамках Федеральной космической программы России (ФКП) на период 2001—2005 годы, утвержденной постановлением Правительства РФ от 25.08.2001. Он предназначается для обеспечения цифрового телерадиовещания, телефонии, видеоконференцсвязи, передачи данных, доступа в сеть Интернет на территории России и в Центральной Азии. Заменил спутник «Горизонт», находившийся в этой позиции.